# Kołobrzeg
Kołobrzeg (Duits: Kolberg, tot 1891 Colberg) is een stad in het Poolse woiwodschap West-Pommeren, gelegen in de powiat Kołobrzeski. De stad ligt aan de Oostzee bij de monding van de Parsęta (Duits: Persante) en telt 44.984 inwoners (2010). Kołobrzeg heeft een marinehaven en is van belang als badplaats.

## Geschiedenis
De plaats werd rond 971 voor het eerst vermeld, en rond 1018 door Thietmar van Merseburg salsa Cholbergiensis genoemd, vanwege de zoutbronnen in de stad - die vermoedelijk Cholberg (naam van gemengd Germaans-West-Slavische oorsprong) heette. Als handelsplaats behoorde Kolberg tot het hertogdom Pommeren. In het jaar 1000 predikte de missionaris en bisschop Reinbern, die vermoedelijk van Scandinavisch-Germaanse en West-Slavische komaf was, het christendom onder de bevolking. Na een heidense opstand, kon pas kerstening onder dwang door de later heilig verklaarde Otto van Bamberg in 1124 een blijvend resultaat krijgen. In 1181 plaatste het hertogdom Pommeren zich - met Kolberg - na tweehonderd jaar van verschillende omringende vorsten afhankelijk te zijn geweest definitief onder het Duitse Heilige Roomse Rijk. De oude handelsplaats was in 1255 door hertog Wratislaw van Pommeren enkele kilometer noordelijker als stad heringericht en bevolkt met stedelingen uit het noorden van Duitsland, voornamelijk uit Rostock en Lübeck. Ze kreeg Duits, meer specifiek Lübecker, stadsrecht en was van 1361 tot 1610 lid van de Hanze. In deze tijd werd de residentie van de bisschop van Cammin naar Kolberg verplaatst en een vorstbisdom opgericht dat overigens onder bescherming van de Pommerse hertogen functioneerde. 
De lutherse kerkhervorming werd in 1530 ingevoerd; het bisdom werd in 1535 geseculariseerd en als grootgrondbezitter ingepast in de lutherse Landeskirche. In 1641 bezette Zweden de stad aan het einde van de Dertigjarige Oorlog. In 1648 kwam ze aan het hertogdom Brandenburg-Pruisen toen dat Achter-Pommeren in bezit kreeg. Sindsdien werd de stad als vesting versterkt maar na een lange belegering door Russische legers in 1760 ontmanteld en verwoest. De vestingwerken werden door Pruisen heropgebouwd en zij hielden in 1807 stand tegen de Napoleontische legers. De bevolking was inmiddels tot 5.000 inwoners gedaald en zou pas na 1840 weer gaan groeien, mede omdat de garnizoensfunctie werd versterkt en uitgebreid met een marinevloot. In 1850 telde Kolberg 8.000, in 1900 20.000 inwoners. Inmiddels had de stad zich ook tot een internationale badplaats ontwikkeld. Kolberg behoorde sinds 1816 tot het district Kreis Fürstenthum en sinds 1872 tot het district Kreis Kolberg-Körlin binnen de Pruisische provincie Pommeren.

### Eerste Wereldoorlog
Kolberg bevond zich tijdens de Eerste Wereldoorlog ver van het front. Als gevolg van de Engelse zeeblokkade werd de handel over zee belemmerd. Tijdens de periode 1914-1918 fungeerde Kolberg als hospitaalstad. Gewond geraakte of zieke militairen werden hierheen gebracht voor behandeling en genezing. 42-43 In 1919 werd het door veldmaarschalk Paul von Hindenburg hoofdkwartier van het Duitse opperbevel in 1919 verplaatst naar Kolberg. 

### Nazi-Duitsland
Van de 19.607 geldige stemmen waren er in 1933 in Kolberg 9.842 voor de NSDAP (50,2%) Gedurende de vredesjaren van Adolf Hitlers bewind beleefde badplaats en kuuroord Kolberg een succesvolle periode. Tienduizenden kuur- en badgasten bezochten de stad. Terwijl er landelijk pas in 1937 en 1938 wetgeving volgde ter uitsluiting van Joden uit bad- en kuuroorden, werd Kolberg in juli 1935 al Judenfrei verklaard. In 1938 werden er 132 Joodse burgers geteld. De afgelopen jaren waren veel Joden vanwege het antisemitisme in Kolberg naar Berlijn verhuisd. In 1942 zouden alle overgebleven Joden gedeporteerd worden, waarvan de meesten vermoord zouden worden. Slechts zeven geregistreerde Joden bleven over, die vermoedelijk beschermd werden door hun gemengde huwelijk met een Arische partner. 

### Tweede Wereldoorlog
Kolberg was begin januari een belangrijke tussenstop voor vluchtelingen uit Oost-Pruisen. Van eind januari tot begin maart 1945 zouden hier naar schatting ongeveer 250.000 vluchtelingen tijdelijk verblijven.  Sinds 1807 had Kolberg geen oorlogsgeweld meer gezien. Als vestingcommandant werd generaal-majoor Paul Hermann op 1 maart 1945 vervangen door kolonel Fritz Fullriede. 
Tussen 5 en 18 maart 1945 werd rondom en in de stad een slag tussen Duitse en Sovjet-Russische legereenheden geleverd, waarbij 90% van de bebouwing in de as werd gelegd. In de korte tijd dat het Sovjet-leger werd opgehouden konden door de Kriegsmarine, ondersteund door de koopvaardij- en vissersvloot, 75.000 burgers en militairen uit de stad worden geëvacueerd naar het westen. 600 tot 800 Duitse soldaten kwamen om tijdens de strijd om de slag. Door de aanwezigheid van ongeregistreerde vluchtelingen, evacuees en buitenlandse dwangarbeiders is het aantal burgerdoden moeilijker te bepalen. Schattingen lopen uiteen van enkele duizenden tot 17.000 burgerdoden.  Aan de kant van de belegeraars sneuvelden 1.441 Poolse en 257 Sovjetsoldaten. 

### Na de Tweede Wereldoorlog
Na de Tweede Wereldoorlog werden Pommeren en dus ook Kolberg door Polen geannexeerd. De helft van de 34.000 inwoners was nog ter plaatse en deze oorspronkelijke inwoners werden verdreven, waarbij velen om het leven kwamen. Zie Verdrijving van Duitsers na de Tweede Wereldoorlog. Vanwege het militaire belang werd de stad snel heropgebouwd met hoogbouw. Nadat enkele grote monumenten, zoals het stadhuis en de Domkerk weer waren herbouwd, werd het verwoeste stadscentrum pas in de jaren 90 in historiserende stijl vormgegeven.

## Bezienswaardigheden
- De Dom of Mariabasiliek, een gotische kerk uit de 14e eeuw
- Raadhuis (Ratusz, Duits: Kolberger Rathaus), een neogotisch werk uit 1832 van de Pruisische hofarchitect Karl Friedrich Schinkel
- Legermuseum, museum van het Poolse leger
- Een 220 meter lange pier

## Geboren in Kolberg
- Christoph Bernhard (1628-1692), componist
- Christiaan Hendrik Trotz (1703-1773) hoogleraar Rechtsgeleerdheid te Franeker en te Utrecht
- Albert Marth (1828-1897), astronoom
- Magnus Hirschfeld (1868-1935), seksuoloog, homoactivist
- Hans-Jürgen Stumpff (1889–1968), generaal, tekende op 8 mei 1945 de Duitse capitulatie namens de Luftwaffe
- Emil Otto (1903–1977), politicus en vakbondsleider in de DDR
- Erika Gräfin von Brockdorff, geboren Schönfeldt (1911–1943), verzetsstrijdster tegen het nazi-regime, werd in 1942 gevangengezet en ter dood veroordeeld om na de aanslag op Hitler op 13 mei 1943 te worden onthoofd
- Egon Krenz (1937), laatste KPD-partijsecretaris en lid van het Politbüro in de DDR
- Christine Lucyga (* 1944), slaviste in de DDR en na 1990 Bondsdaglid voor de SPD tot 2005

## Bijzonderheid
In Kolberg werd de duurste film die de Duitse productiemaatschappij UFA ooit maakte - bijna 9 miljoen Reichsmark – opgenomen terwijl het Sovjetfront naderde. Desondanks dienden duizenden soldaten van de Wehrmacht als figuranten en voor de aanvoer van materieel en mensen werd ook een aanzienlijk beslag gedaan op de spoorwegcapaciteit. Opdrachtgever minister Goebbels achtte de film, getiteld Kolberg van groot propagandistisch belang omdat ze liet zien dat verzet tegen een overmacht uiteindelijk zin zou hebben. Het onderwerp van de film was namelijk het succesvolle burgerverzet tegen Napoleons leger toen dat in 1807 de vestingstad Kolberg wilde innemen. Op 30 januari 1945 kwam de film in Berlijn in première en daarna werd ze ook vertoond in Koningsbergen, Danzig en Breslau, steden die op dat moment al door Sovjet-troepen omsingeld waren. 
De regisseur was Veit Harlan.